# Isees
Isees (en llatí Iseas, en grec antic Ἰσέας) fou tirà de Cerinea a Acaia en el primer període d'ascens de la Lliga Aquea.
Alarmat pel ràpid progrés de la confederació, ja que a les quatre ciutats fundadores de la lliga (Dime, Patres, Tritea, i Fares) s'havien unit Aegion i Bura, i per la seva seguretat personal va considerar prudent abdicar el poder. Tot seguit les noves autoritats van ingressar Cerinea a la Lliga Aquea, segons diu Polibi.